# Milegast
Milegast war ein Samtherrscher der Wilzen bis 823.
Er war ein Sohn von Liub, wahrscheinlich einem Führer der Wilzen. Er wurde von den Wilzen ("populus Wilzorum") zum Samtherrscher gewählt und 823 wieder abgesetzt. Nachfolger wurde sein Bruder Cealadragus, der in diesem Jahr bei König Ludwig dem Frommen erschien, um die Wahl bestätigen zu lassen.
Weitere Informationen zu seiner Person sind nicht bekannt.